# 阿部典史
阿部 典史（あべ のりふみ、1975年9月7日 - 2007年10月7日）は、東京都世田谷区出身のモーターサイクル・ロードレースレーサー。ニックネームはノリックで、エントリーネームを「Norick Abe（ノリック・アベ）」としていた。息子の阿部真生騎もレーサーであり、スーパースポーツ世界選手権に参戦している。

## 来歴
東京都世田谷区出身。父はオートレース選手の阿部光雄。5歳からバイクに乗り、ポケバイ、ミニバイクレースを経験した。15歳で渡米しダートトラック、モトクロスの修業をする。全日本ロードレース選手権フル参戦一年目の1993年に最高峰クラスの500ccクラスにおいて、史上最年少の17歳でチャンピオン、そして500ccクラス最後のチャンピオンとなった。
1994年にはロードレース世界選手権（WGP）日本GPでケビン・シュワンツ、マイケル・ドゥーハン等と苛烈なトップ争いを繰り広げながらも残り3周で転倒リタイアしてしまうという、センセーショナルなデビューを飾る。阿部のパフォーマンスのインパクトは、バレンティーノ・ロッシがこの阿部の勇姿に憧れ自らを「ろっしふみ」と名乗ったエピソードが物語っている。
後にバレンティーノ・ロッシは、自分からサインを求めたのは後にも先にもノリックだけと語っている。
シーズン前の状況では、阿部は全日本ロードレース選手権・スーパーバイククラスへの参戦が予定されており、WGPへの参戦予定は、前年度に国内500ccチャンピオンを獲得したことによるワイルドカードでの日本GPただ一戦のみであった。阿部は「ほかのライダー達にとってはシーズンの始まりの一戦だが、僕にとってはこの日本GPが今年のシーズン全てだった。」と後に語っている。結果はドゥーハンらを抜き去るだけ抜き去ってリタイアしてしまったため、抜かれたドゥーハンが「阿部は確かに良いライダーだが、もう少し僕の後ろを走る必要があった。」とコメントを出している。
この時点で阿部はホンダ陣営の所属だったが（サテライトチームのチームブルーフォックスに在籍していた）、この時の実力を高く評価したウェイン・レイニーからの強い誘いにより、シーズン中ながらヤマハ陣営へ異例の移籍を果たし、WGPにさらに2戦スポット参戦した。当時のヤマハは他社のワークス・マシンに乗っていた日本人ライダーと契約する前例はなく、ウェイン・レイニーの強い希望によって実現したといえる。ヤマハ側としても、日本人の500ccグランプリライダー、それも優勝争いに加われるレベルのライダーがたとえ他メーカーの所属だとしても欲しかったこと、バブル崩壊の余波でチームブルーフォックスが経営難に陥っていたため、阿部を引き止められる状況ではなかった（むしろヤマハから違約金をもらってチームの経営を立て直すことが急務だった）ことも要因として挙げられる。
1995年よりWGPフル参戦。1996年の世界GP第3戦日本GP（鈴鹿）では、1982年のスウェーデンGPでの片山敬済以来の日本人ライダーによる500ccクラスの優勝を飾る。
2005年よりスーパーバイク世界選手権に参戦の場を移す。2007年より13年ぶりに全日本ロードレース選手権（JSB1000クラス）に復帰を果たし、当期6戦を終え総合3位。自身のオフィシャルサイトでは10月20日に鈴鹿で行われるレースへの意気込みも記されていた。
2007年10月7日午後6時20分頃、神奈川県川崎市川崎区大島1丁目の片側2車線の市道の右側車線を500ccスクーター型バイク(ヤマハ・TMAX 黒)で北上中、左側車線から突然Uターンしてきたコンビニエンスストア配送用の4トントラックに衝突。午後8時50分過ぎ、搬送先の病院にて32歳で死去。なお現場はUターン禁止区域だったため、このトラック運転手は起訴され、禁固1年4ヶ月（執行猶予3年）の判決を受けた。
戒名は正道院弐輪英雄典久大居士（しょうどういんにりんえいゆうのりっくだいこじ）。

## 戦歴
- 1988年 - 13歳でレースデビュー
- 1991年 - アメリカでダートトラック、モトクロスなどに出場
- 1992年 - スーパーカップイースタンシリーズ250ccランキング2位
- 1993年 - 全日本ロードレース選手権500ccチャンピオン
- 1994年 - 全日本ロードレース選手権スーパーバイク参戦
ロードレース世界選手権500ccデビュー
- 1995年 - WGP500ccランキング9位/マルボロ・ヤマハ・ロバーツ
- 1996年 - WGP500ccランキング5位 1勝 (日本GP)/マルボロ・ヤマハ・ロバーツ
- 1997年 - WGP500ccランキング7位/マルボロ・ヤマハ・レイニー
- 1998年 - WGP500ccランキング8位/マルボロ・ヤマハ・レイニー
- 1999年 - WGP500ccランキング6位 1勝 (リオGP)/アンテナ3・ヤマハ・ダンティン
- 2000年 - WGP500ccランキング8位 1勝 (日本GP)/アンテナ3・ヤマハ・ダンティン
- 2001年 - WGP500ccランキング7位/アンテナ3・ヤマハ・ダンティン
- 2002年 - MotoGPランキング6位/アンテナ3・ヤマハ・ダンティン
- 2003年 - MotoGPランキング16位（スポット参戦）
- 2004年 - MotoGPランキング13位/フォルチュナー・ゴロワーズ・ヤマハ・テック3
- 2005年 - スーパーバイク世界選手権ランキング13位/ヤマハモーターフランス
- 2006年 - スーパーバイク世界選手権ランキング13位/ヤマハモーターフランス
- 2007年 - 全日本ロードレース選手権JSB1000ランキング8位(ワイズギア・レーシング／ヤマハYZF-R1）
鈴鹿8時間耐久ロードレース9位（ジェイミー・スタファー／YAMAHA RACING 81／ヤマハYZF-R1）

## 人物
スタートに秀で、WGP時代には予選10位台から1コーナーをクリアした時にはトップ集団に食い込んでいることも多かった。前輪に荷重させた独特のライディングスタイルはマイケル・ドゥーハンに「最も才能に恵まれているが最もリスキー」と言わしめた。
全日本時代から長髪をトレードマークとしていた。ヘルメットからはみ出るその髪を日本のモータースポーツ関係者から「転倒時の危機管理意識が低い」と批判され一度短く切ったことがあるが、外国人中心のチーム関係者からは「らしくない」とからかわれ、再び伸ばしたことがある。2001年頃に今までより髪を短く切り、ワックスでスタイリングをするようになったが、これは本人の好みの変化によるもの。
また、予選でのクラッシュが原因で決勝に出れなかったことが2回しか無いが、その2回が自身がYZRに初めて乗った94年のイギリスGPとYZR-M1に初めて乗った02年オーストラリアGPのみである。
二輪レーサーだが四輪車にも興味、造詣があり、レース以外の夢、目標は高級外車に乗るというものだった。18歳となり自動車免許を取得した後、高級外車に乗るという夢を叶えるためポルシェのディーラーを訪れたが、ポロシャツにブカブカのズボンというラフな恰好を見た店員から冷やかしと思われ、連絡先だけ書かされて門前払いされてしまった(本人曰く「年俸は億だった」との事で、ポルシェを即金で買うだけの資産を既に持っていた)。「ポルシェって買うのが難しいです。『ショールームにあるのでいいから売ってください、支払いはキャッシュ』って伝えたら、納車まで時間かかるからって、全然相手にされなかった」と、店員から相手にされず落ち込んでいたが、程なくして連絡先に書かれた名前を見てあの阿部典史と気付いた別の店員から連絡を受け、ポルシェ・カレラの購入に成功した。
愛車には前述したポルシェ・911カレラ(993)以外にもフェラーリ・360チャレンジ・ストラダーレ、欧州ではアウディ・RS4アバントを所有していたが、フェラーリは親交のあった伊藤真一が現在は所有している。
海外を転戦する忙しい日々の中、日本滞在時は愛車の運転を楽しんでいた。95年の日本グランプリ前に車間距離不十分で警察に止められた時は19歳でポルシェに乗っていた事もあって職業を怪しまれ、阿部は素直に「バイクのレーサー」と答えたが、警官は阿部典史を知らなかったため「有名なの？」と言われてしまった。それならレースに興味を持って貰おうと自分の所属するチームに付いても説明、PRをしたが、レースに対しても全く興味を示さなかった。
福山雅治は阿部のファンだったということから、交流があったとのこと。
ヘルメットのデザインは全日本時代からノリックが好きな星と翼をモチーフにしたデザインとなっている。